# Ben Batt
Ben Batt (7 de febrero de 1986) es un actor inglés, más conocido por haber interpretado a Joe Pritchard en Shameless, a Ted Burgess en la película The Go-Between y a Spartacus en el documental Barbarians Rising.

## Biografía
Es hijo de Alan y Beth Batt, tiene dos hermanas Sarah y Holly Batt.
Ben sale con la actriz inglesa Rebecca Atkinson.

## Carrera
En 2008 apareció como invitado en un episodio de la sexta temporada de la serie Wire in the Blood, donde interpretó a Matthew. Ese mismo año apareció como invitado en la serie Lewis, donde interpretó a Milo Hardy. También apareció en la serie Spooks: Code 9, donde dio vida a Leo Whitelaw. En 2009 se unió al elenco principal de la sexta temporada de la serie británica Shameless, donde dio vida a Joe Pritchard hasta la séptima temporada en 2010.
En 2010 apareció en el segundo episodio de la serie Accused, donde interpretó al soldado Peter MacShane Jr. En 2011 obtuvo un pequeño papel en la popular película Capitán América: el primer vengador, donde dio vida a un oficial de alistamiento. Ese mismo año se unió al elenco recurrente de la serie Scott & Bailey, donde interpretó al detective de la policía Kevin Lumb hasta 2013. También se unió al elenco recurrente de la comedia Sirens, donde interpretó al bombero Craig Scruton. Interpretó al soldado Derek Toogood en la miniserie The Promise. En 2014 se unió al elenco de la segunda temporada de la serie The Village, donde dio vida a Alf Rutter. En 2015 se unió al elenco principal de la película The Go-Between, donde interpretó a Ted Burgess. Ese mismo año se unió al elenco de la serie From Darkness, donde interpretó a Chris Templeton. En 2016 se unió al elenco principal del documental Barbarians Rising, donde dio vida al famoso Spartacus.

## Filmografía

### Series de televisión
| Año           | Título             | Personaje          | Notas                                    |
| ------------- | ------------------ | ------------------ | ---------------------------------------- |
| 2017-presente | Jamestown          | Wilmus Crabtree    |                                          |
| 2016          | Barbarians Rising  | Spartacus          | 2 episodios - miniserie                  |
| 2015          | Prey               | Joseph Kijek       | episodio # 2.2 - miniserie               |
| 2015          | From Darkness      | Chris Templeton    | 2 episodios                              |
| 2014          | The Village        | Alf Rutter         | 5 episodios                              |
| 2014          | From There to Here | Newell             | 3 episodios - miniserie                  |
| 2013          | Prisoners Wives    | Danny              | 2 episodios                              |
| 2013          | Death in Paradise  | Damon Ryan         | episodio # 2.7                           |
| 2011 - 2013   | Scott & Bailey     | Det. Kevin Lumb    | 20 episodios                             |
| 2011          | Sirens             | Craig Scruton      | 5 episodios                              |
| 2011          | The Promise        | Pvt. Derek Toogood | 4 episodios - miniserie                  |
| 2010          | Accused            | Peter MacShane Jr. | episodio "Frankie's Story"               |
| 2009 - 2010   | Shameless          | Joe Pritchard      | 30 episodios                             |
| 2008          | Wire in the Blood  | Matthew            | episodio "Falls the Shadow: Part 1"      |
| 2008          | Spooks: Code 9     | Leo Whitelaw       | episodio # 1.5                           |
| 2008          | Lewis              | Milo Hardy         | episodio "Music to Die For"              |
| 2008          | Casualty           | Ian Milton         | episodio "Where's the Art in Heartache?" |

### Películas
| Año  | Título                              | Personaje   | Notas                                                                                                   |
| ---- | ----------------------------------- | ----------- | --- |
| 2015 | The Go-Between                      | Ted Burgess | junto a Joanna Vanderham, Lesley Manville, Stephen Campbell Moore, Vanessa Redgrave y Jim Broadbent     |
| 2011 | Capitán América: el primer vengador | Oficial     | junto a Chris Evans, Hayley Atwell, Sebastian Stan, Hugo Weaving, Dominic Cooper y Samuel L. Jackson    |
| 2008 | The Edge of Love                    | Sargento    | junto a Keira Knightley, Cillian Murphy, Sienna Miller, Matthew Rhys, Lisa Stansfield y Richard Dillane |

### Teatro
| Año  | Obra                     | Personaje (es)   | Director (a)   | Teatro                            | Notas                                                    |
| ---- | ------------------------ | ---------------- | -------------- | --------------------------------- | -------------------------------------------------------- |
| 2016 | A Streetcar Named Desire | Stanley Kowalski | Sarah Frankcom | Manchester Royal Exchange Theatre | junto a Maxine Peake, Ryan Pope y Sharon Duncan-Brewster |